# Macrozamia pauli-guilielmi
Macrozamia pauli-guilielmi là một loài thực vật hạt trần trong họ Zamiaceae. Loài này được W.Hill & F.Muell. mô tả khoa học đầu tiên năm 1859.